# Јусуф Хусаин
Јусуф Хусаин Мохамед Ал-Сахлави (рођен 8. јула 1965) је бивши фудбалер из Уједињених Арапских Емирата, који је играо на позицији одбрамбеног играча. Током своје каријере био је члан репрезентације УАЕ и наступао за клуб Шарџа из града Шарџа, једног од најуспешнијих клубова у земљи.
Хусаин је био део златне генерације УАЕ која је наступила на Светском првенству 1990. године у Италији, што је био први и историјски наступ репрезентације на овом такмичењу. Његова игра у одбрани била је кључна у квалификацијама за првенство, као и у самом наступу на турниру. Познат је по својој смирености у дефанзиви, добром постављању и лидерским способностима на терену.
Након завршетка играчке каријере, Хусаин се посветио раду у фудбалској администрацији. Данас обавља функцију председника техничког комитета Фудбалског савеза УАЕ у Шарџи, где доприноси развоју младих талената и унапређењу фудбалске инфраструктуре у земљи. Његово искуство као играча од великог је значаја за рад савеза, посебно у оквиру стратешког планирања и селекције играча. 

## Спољaшње везе
- Јусуф Хусаин на веб-сајту  (језик: енглески)
- Јусуф Хусаин на веб-сајту WorldFootball.net (језик: енглески)